# تعريف الموقف
تعريف الموقف هو مفهوم أساسي في نظرية التفاعل الرمزي تم تطويره على يد عالم الاجتماع الأمريكي دابليو آي توماس.  وهو عبارة عن نوع من أنواع الاتفاق الجماعي بين الأشخاص حول سمات الموقف، وتكوينه، وكيفية التفاعل والتأقلم بشكل مناسب معه.
ويتطلب تحديد تعريف الموقف أن يوافق المشاركون على إطار التفاعل (السياق الاجتماعي والتوقعات التابعة له) وعلى الهويات الخاصة بها (الشخص الذي يتعاملون معه كشخص في الموقف المحدد).